# Nicholas Brown (homme politique)
Pour les articles homonymes, voir Nicholas Brown et Brown.
Nicholas Kingsley Brown, né en 1948 sur l'île de Mota et mort le 17 août 2018, est un homme politique vanuatais.

## Biographie
Éduqué sur l'île de Vanualava durant la période coloniale franco-britannique, il suit ensuite deux ans d'études de théologie aux Îles Salomon puis entreprend une formation d'enseignant à Port-Vila. Il est successivement proviseur de diverses écoles à travers le Vanuatu.
Aux élections législatives de 2002 il entre au Parlement de Vanuatu comme député indépendant de la circonscription des îles Banks et Torrès,. Il rejoint le parti Vanua'aku Pati après son élection et le Premier ministre Edward Natapei le nomme ministre du Développement des entreprises autochtones dans son gouvernement,. À l'occasion d'un remaniement ministériel en mars 2004, il devient ministre de l'Éducation, jusqu'à la défaite du gouvernement Natapei aux élections anticipées de juillet.
Quittant alors la vie politique, il devient entrepreneur, et fait construire un aéroport privé sur son île natale, permettant l'évacuation de patients de l'île vers les hôpitaux de Port-Vila et de Luganville. Mort à l'âge de 70 ans, il est inhumé sur son île natale de Mota.